# Briglirain
Der Briglirain ist ein vom Regierungspräsidium Freiburg am 3. Dezember 1985 durch Verordnung ausgewiesenes Naturschutzgebiet auf dem Gebiet der Gemeinden Schönwald im Schwarzwald und Furtwangen im Schwarzwald im Schwarzwald-Baar-Kreis.

## Lage
Das Schutzgebiet liegt etwa 2 km westlich von Schönwald und 5 km nördlich von Furtwangen nahe der Elzquelle auf der europäischen Hauptwasserscheide. Es liegt im Naturraum Südöstlicher Schwarzwald.

## Schutzzweck
Wesentlicher Schutzzweck ist laut Schutzgebietsverordnung „die Erhaltung des in seinem Wasserhaushalt relativ gering gestörten Moorkomplexes aus Hang - , Nieder - , Übergangs- und Hochmoorbereichen in noch gut ausgeprägter Zonierung [und] die Sicherung des Lebensraumes von stark zurückgehenden Pflanzengesellschaften und von Pflanzenarten, die in ihrer Existenz bedroht sind.“

## Landschaftscharakter
Es handelt sich um einen Moorkomplex mit Spirkenmoorwäldern, halboffenen Zwischen- und Schwingrasenmooren, Braunseggensümpfen, Schnabelseggenrieden und Nasswiesen. An den Rändern befinden sich Borstgrasrasen und Flügelginsterweiden. Im Norden befindet sich ein weiterer, weitgehend verwaldeter Hochmoorrest, der mit Geißelmoos-Fichtenwald bestockt ist.

## Zusammenhängende Schutzgebiete
Im Norden grenzt das Naturschutzgebiet Rohrhardsberg-Obere Elz an. Das Gebiet liegt im FFH-Gebiet Rohrhardsberg, Obere Elz und Wilde Gutach und im Vogelschutzgebiet Mittlerer Schwarzwald sowie im Naturpark Südschwarzwald.